# Melissa Corbo
 Melissa Corbo (ur. 2 czerwca 1990) – kanadyjska narciarka dowolna, specjalizująca się w skokach akrobatycznych. Jak do tej pory nie startowała na igrzyskach olimpijskich ani na Mistrzostwach świata. Najlepsze wyniki w Pucharze Świata osiągnęła w sezonie 2014/2015, kiedy to zajęła 3. miejsce w pucharze świata rozgrywanym w Lake Placid

## Sukcesy

### Puchar Świata

#### Miejsca w klasyfikacji generalnej
- 2014/2015 –

#### Miejsca na podium w zawodach
1. Lake Placid – 30 stycznia 2015 (Skoki akrobatyczne) – 3. miejsce